# Ray Master l'inafferrabile
Ray Master l'inafferrabile è un film del 1966 diretto da Vittorio Sala.

## Trama
Un avventuriero riesce a rubare dal museo un prezioso diamante chiamato "Montagna di Luce". Una banda di gangster si mette sulle sue tracce per prendergli la refurtiva.